# Sadder Badder Cooler
«Sadder Badder Cooler» (estilizada en minúsculas) es una canción de la cantante y compositora sueca Tove Lo, lanzado el 22 de mayo de 2020 como sencillo de la ampliación de su cuarto disco de estudio Sunshine Kitty (en la edición Sunshine Kitty: Paw Prints Edition). El sencillo se lanzó junto a dos remixes oficiales realizados por The Presets y King Arthur.
Posteriormente, la canción ha tenido remixes al cargo de Banx & Ranx (17 de julio de 2020), MUTO (31 de julio), Y2K (7 de agosto) y Liu (4 de septiembre). de 2020, respectivamente.
El video musical de la canción, animado por Venturia Animation Studios y Dreambear Productions, mostraba una caricatura de Lo y su compañero animal Sunshine Kitty, protagonista de la portada del disco, "en una misión al estilo de Kill Bill para acabar con varios príncipes de Disney".
La canción fue interpretada en vivo en el Orgullo Prom, patrocinado por Billboard y The Hollywood Reporter, el 13 de junio de 2020. También lo hizo en el The Late Show with Stephen Colbert el 27 de junio de 2020.